# Pluvier grand-gravelot
Charadrius hiaticula
Espèce
Statut de conservation UICN

 LC  : Préoccupation mineure
Le Pluvier grand-gravelot ou Grand Gravelot (Charadrius hiaticula) est une petite espèce d'oiseaux limicoles de la famille des Charadriidae.
Il fait partie des espèces nicheuses de France, le littoral français ayant une valeur importante pour la survie de cette espèce (et d'autres limicoles en hivernage). Des preuves fossiles attestent qu'il était présent durant le Quaternaire[Quand ?]. Il fait partie des espèces suivies[Par qui ?] en Afrique[Où ?].

## Description
Le Grand Gravelot est un petit échassier reconnaissable à sa petite tête ronde, son bec orange avec la pointe noire et les pattes orangées. Le dos brun-gris et son ventre blanc et surtout son masque et son large collier noir.
La femelle a les parties sombres du plumage brun foncé et le cercle orbital gris. Tandis que le mâle a les parties sombres du plumage noir et le cercle orbital noir. Les jeunes, plus pâles que les adultes, ont le dessus marqué de lisérés roussâtres et les dessins de la tête beige. En plumage nuptial les adultes portent un collier noir. Le front est blanc entouré d'un masque noir. Les colliers et bandeaux noirs des femelles sont plus estompés que ceux des mâles.
Il mesure environ 20cm de long pour un poids d'environ 70g.

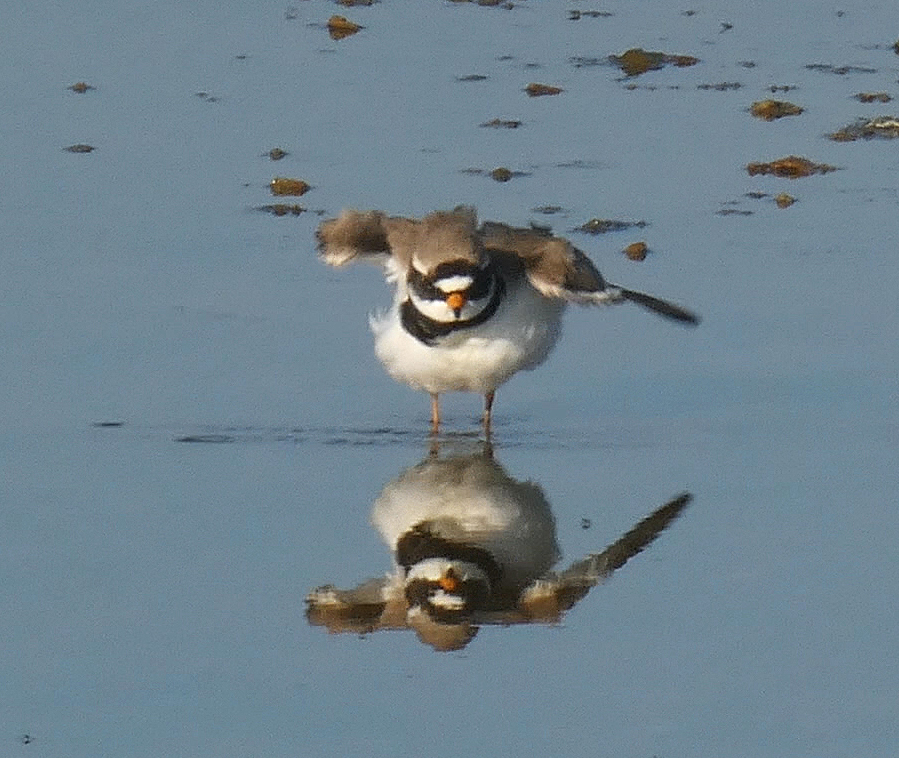
Toilette. Marais salants de Guérande (France).

Le Grand Gravelot est plus trapu et un peu plus grand que le Petit Gravelot. En vol, il est reconnaissable par sa barre alaire blanche tandis que celles de l'espèce voisine sont uniformes.

## Comportement

### Alimentation

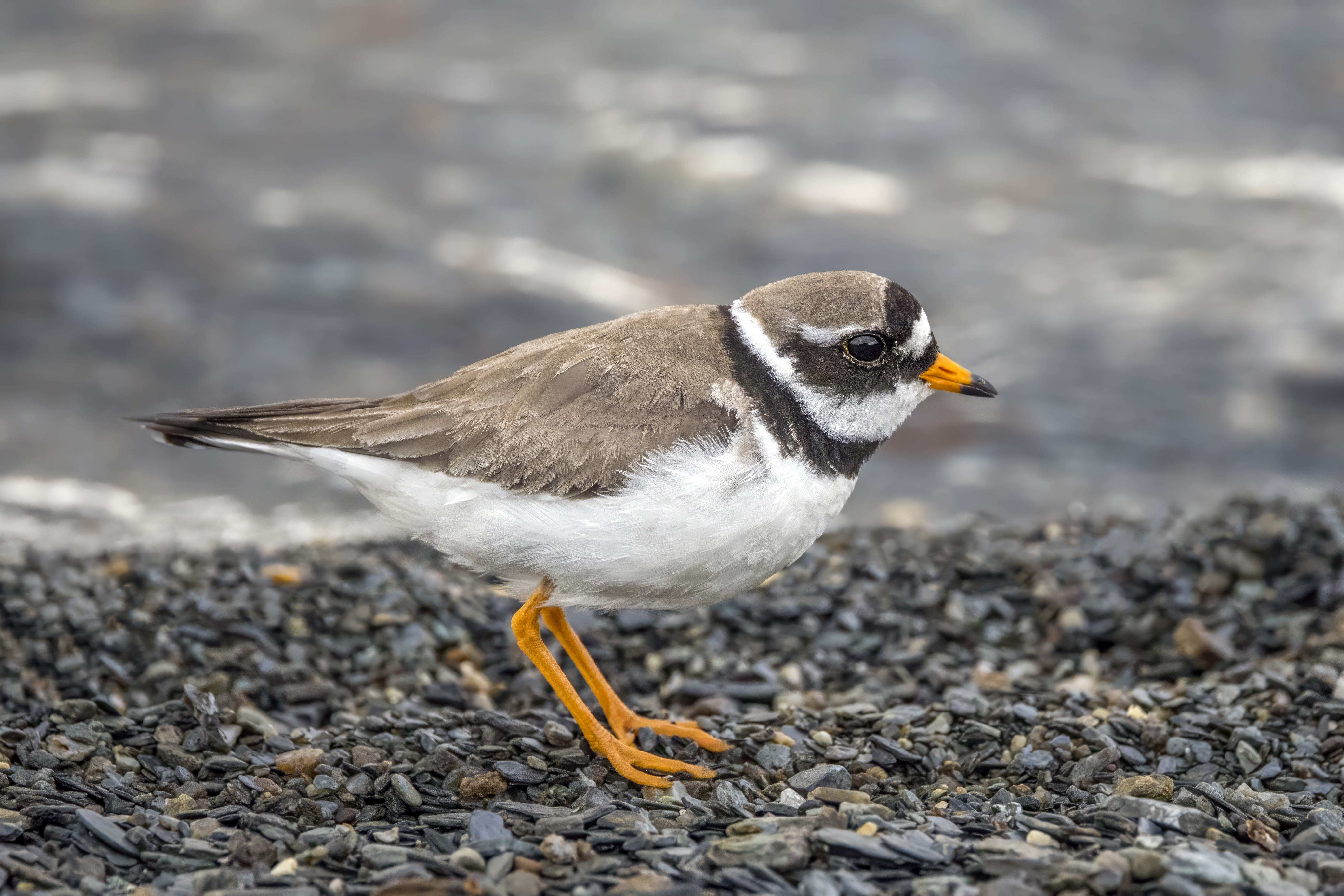
Pluvier grand-gravelot en Norvège. Juin 2023.

Il consomme des vers et des mollusques marins, ainsi que des insectes coléoptères. Il complète ce régime par des araignées et parfois des fragments de végétaux.

### Reproduction

#### Comportement de reproduction
Souvent uni pour la vie, le couple est déjà formé lorsqu'il arrive sur les sites de nidification et les cérémonies nuptiales se succèdent en vol chanté ou au sol, près du nid. La posture la plus caractéristique est adoptée lorsque le gravelot défend son territoire : légèrement penché en avant, l'échassier exhibe son collier noir, pattes fléchies, hérissant son manteau brun, puis il hoche la queue avec des vibrations du corps.

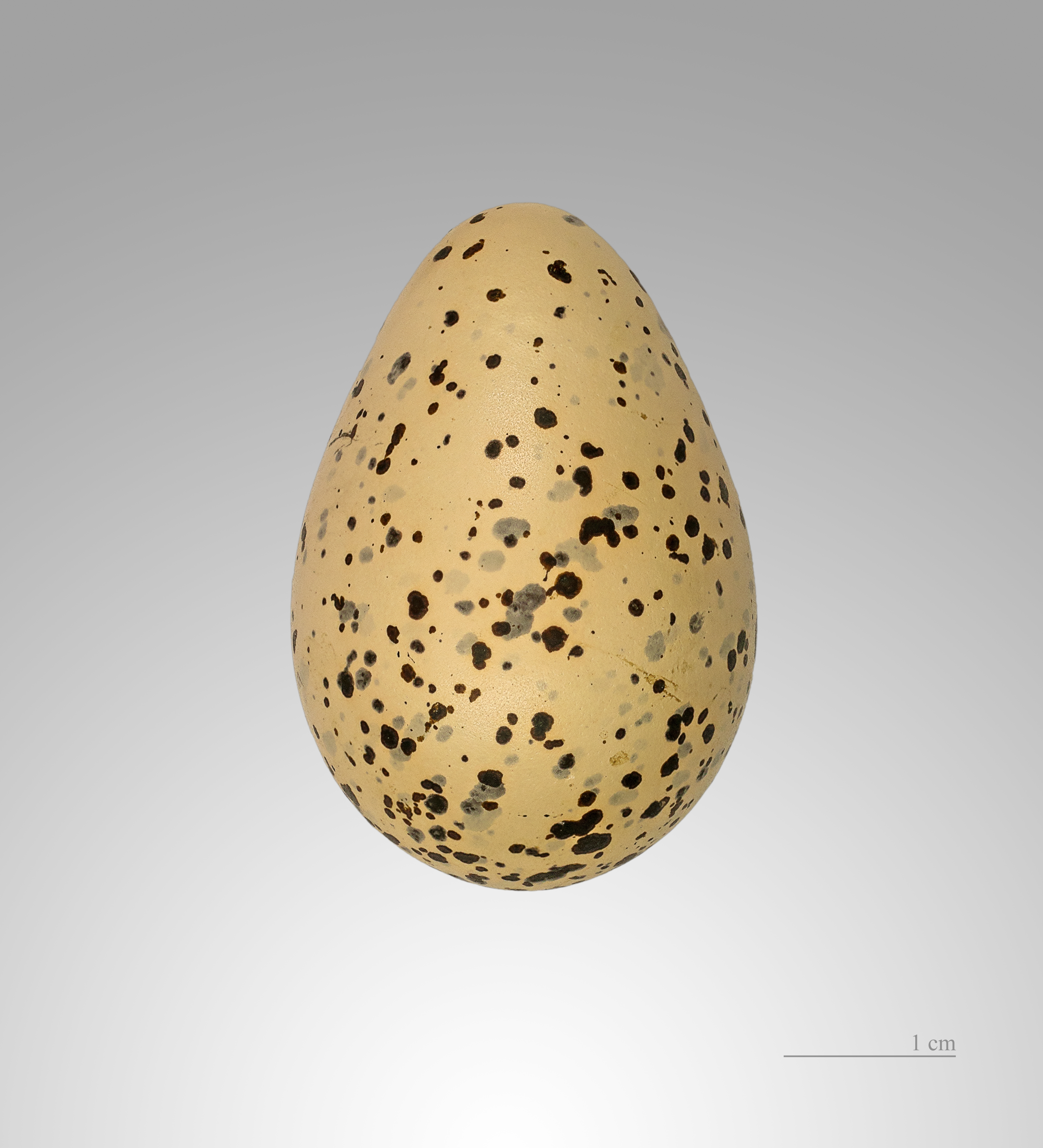
Œuf de Pluvier grand-gravelot - Muséum de Toulouse

#### Nidification
Le couple de Grand Gravelot installe le nid à même le sol sur le haut d'une plage, au pied d'une dune, sur un pré. Le couple prépare dans le sable une dépression qu'il garnit de petits graviers, de débris de coquilles, de crottes de lapin… Entre la mi-avril et juillet, la femelle pond généralement 4 œufs, jaune-brun pâle ou vert-bleuâtre, ponctués et tachetés de noir et de gris. Le couple se relaie pendant 21 à 28 jours pour couver les œufs. Les jeunes seront capable de voler entre 21 et 23 jours.
Il vivra jusqu'à environ 12 ans.

## Répartition et habitat

Carte de répartition
Aire de nidification
Voie migratoire
Présent à l'année
Aire d'hivernage

Grands migrateurs nocturnes, les gravelots commencent leurs pérégrinations dès le mois de juillet et les achèvent en novembre. Convergeant vers le littoral atlantique, les différentes populations européennes vont hiverner sur les côtes de France et de la péninsule Ibérique. Mais le plus gros des effectifs gagne les rivages du Maroc et du banc d'Arguin, en Mauritanie. Les retours s'échelonnent de février à mai.

## Sous-espèces
D'après la classification de référence (version 14.1, 2024) de l'Union internationale des ornithologues, le Pluvier grand-gravelot possède 3 sous-espèces (ordre phylogénique) :
- Charadrius hiaticula psammodromus Salomonsen, 1930 : Canada, Groenland, Islande/ouest et Sud de l'Afrique[6] ;
- Charadrius hiaticula hiaticula Linnaeus, 1758 : Europe du Nord/Europe & Afrique du Nord[6];
- Charadrius hiaticula tundrae (Lowe, 1915) : Europe du Nord-Est et en Sibérie/Sud-Ouest de l'Asie, Est et Sud de l'Afrique[6].